# Gustav Rose
Gustav Rose (Berlino, 18 marzo 1798 – Berlino, 15 luglio 1873) è stato un mineralogista tedesco.
Dal 1826 insegnò all'università di Berlino e dal 1856 diresse il Museo mineralogico della medesima città. Studioso dell'elettricità dei minerali, la mise in relazione con le loro proprietà chimiche.
Accompagnò il celebre naturalista concittadino Humboldt in un lungo viaggio sugli Urali nel 1829, dove tornò nel 1839 scoprendo la Perovskite.